# Strigoi
Strigoii (aceeași forma la plural ca și la singular) sunt, în mitologia românească, sufletele rele ale morților, despre care se crede că ar ieși noaptea din mormânt și s-ar transforma într-un animal sau într-o apariție fantomatică, pentru a pricinui relele celor vii. Strigoii sunt niște creaturi „mitologice” ale poporului dac adoptate ulterior de catre poporul român. Dacii considerau strigoii reprezentarea răului, spiritele celor adormiți ale căror fapte nu au fost demne de intrarea în „Împarația lui Zamolxis”, dar aceste date fiind transmise doar pe cale orală, legenda și-a pierdut conținutul inițial. Ulterior poporul român i-a transformat în niște creaturi însetate de sânge cu puterea de a lua orice forma si de a controla gândirea persoanelor expuse din acest punct de vedere (oameni sub influența alcoolului, oameni cu probleme psihice, etc.)
Acest cuvânt este derivat din cuvântul român "strigă", care este la rândul său legat de italienescul strega, ce înseamnă vrăjitoare. În folclor apar multe referințe la aceste entități, prin poveștile cu strigoi.
Tudor Pamfile (Mitologie românească) îi definește astfel: Strigoiul, strâgoiul (fem. strigoaica), moroiul (denumire folosită mai ales în Ardeal și în părțile apusene ale Munteniei, precum și în Oltenia), vidmă (Bucovina), vârcolacul sau Cel-rău, mai este numit de către meglenoromâni și vampir.

## Nașterea strigoiului
Strigoiul se naște ca orice copil, dar are, în schimb, un semn distinct: o chitie, perdea pe cap , o cămașă pe corp sau o căciuliță pe piele. Un astfel de copil este născut de o femeie care, fiind însărcinată, bea apă necurată, amestecată cu bale diavolești sau când o astfel de femeie iese noaptea afară cu capul gol. Atunci, Satana vine și-i pune pe cap o chitie roșie, precum a sa. Pentru a preîntâmpina transformarea copilului în strigoi, chitia trebuie îndepărtată de pe capul copilului cât mai repede, căci altfel se zice că copilul o trage și o înghite, transformându-se.

## Identificare
Se zice că strigoiul este chel în creștetul capului. El nu mănâncă usturoi și ceapă, se ferește de tămâie, iar înspre sărbătoarea de Sfântul Andrei doarme afară. Șira spinării îi este prelungită în formă de coadă, acoperită cu păr.

## Strigoii și fenomenele meteorologice
Dacă într-un sat este secetă, înseamnă că acolo este o strigoaică (împiedică ploile); dacă ploua cu piatră (grindină), Dumnezeu le pedepsește pe strigoaicele care nu lasă „să ploua ploaie curată”, iar dacă plouă cu soare, se crede că una din strigoaice se mărită.

## Cine se poate transforma în strigoi
Copiii care mor nebotezați; morții care în timpul vieții au facut multe rele, au fost vrăjmași; cei care mor de o moarte „grabnică” (spânzurați, înecați, împușcați, ...); bolnavii care în timpul convalescenței rămân nesupravegheați și trece peste ei o pisică sau morții nepăziți peste care au trecut pisici, câini, șoareci, găini sau orice altă pasăre. De aici provine datina de a păzi mortul când este în casă.
Exista strigoi vii și strigoi morți. Când este lună nouă, strigoii ies din morminte sau își părăsesc trupul și încep să danseze sau să facă tot felul de răutăți. Noaptea lor este aceea de Sfântul Andrei (30 noiembrie).

## Primejdii
Strigoii iau laptele de la vaci, iau mana grâului, puterea oamenilor, opresc ploile, aduc grindină și aduc moartea printre oameni și printre vite. De Sfântul Gheorghe (23 aprilie) flăcăii udă fetele pentru ca acestea să nu aibă de suferit de pe urma strigoaicelor, dar și pentru a nu se transforma în aceste făpturi. 
Pentru omorârea acestora, se caută mormântul celui presupus a fi strigoi și i se citește rânduiala de către preoți și i se bate în inimă un par de stejar, de tisă sau de frasin, se înțeapă cu un cui sau un cuțit, pentru a rămâne legat de sicriu și a nu putea ieși pentru a face răutăți.
În anul 2002 în comuna Dobrun din județul Olt s-a întâmplat un caz asemănător cu cel din Marotinu de Sus. O familie și-a dezgropat mortul, i-a scos inima, au ars-o și i-au băut cenușa.
La sfârșitul anului 2003, șase săteni din satul Marotinu de Sus au dezgropat cadavrul unui consătean, i-au luat inima, au ars-o, iar cenușa amestecată cu apă i-au dat-o să o bea unei fete bântuite.

## Film
În 2009 a fost realizat filmul Strigoi, regia și scenariul Faye Jackson, cu Constantin Bărbulescu, Camelia Maxim și Cătălin Paraschiv.